# Tongnip Sinmun
La Independencia o Tongnip Sinmun (en Hangul: 독립신문; 1896–1899) fue un periódico coreano. Fue el primer periódico privado en Corea. Fue fundado en julio de 1896 por un intelligentsia coreano llamado Seo Jae-pil (después conocido como Philip Jaisohn). Seo quería favorecer la modernización social y cultural de Corea. 
Seo creó dos versiones del periódico: una en coreano y otra en inglés. Originalmente fue publicado cada dos días, y luego pasó a tener una publicación diaria. La versión inglesa, que se editaba al principio cada dos días, como la coreana; luego publicó solamente cada semana. Se cree que la circulación media de ejemplares era de más o menos dos o tres miles.

## Etimología
En coreano, se llama 독립신문. Tongnip (o Dongnip) significa la independencia y sinmun es el periódico. 

## Introducción
La persona central en el establecimiento de este diario fue indudablemente Seo Jae-pil. Después del fracaso del Golpe de Gapsin en 1884, Seo se refugió en EE.UU. Años más tarde, se enteró de que su acusación de alta traición había sido eliminada desde marzo de 1895, dado que sus camaradas habían establecido gobierno durante su periodo en el exilio. Por tanto, decidió regresar a Corea en diciembre de ese mismo año.
En ese momento, el primer ministro de Corea, Kim Hong-jip (en Hangul: 김홍집) intentó persuadir a Seo de participar en el gabinete como ministro de Asuntos Exteriores. Sin embargo, Seo no aceptó, porque pensaba que la ilustración de la gente coreana era más urgente; dado que consideraba que el fallo del Golpe de Gapsin había sido debido a la ausencia de apoyo desde el pueblo. Consideraba también que el éxito del nuevo gobierno solamente sería posible si contaba con el favor del mismo. Para lograr este apoyo, era absolutamente necesario publicar un periódico con intención educativa.
Así, en enero de 1896 Seo Jae-pil y Yu Kil-chun acordaron establecer una compañía privada de periódicos que publicase tanto en inglés como en coreano, partiendo del 1 de marzo de ese mismo año.